# Червоне пекло: 1945
«Червоне пекло: 1945» (англ. Red Inferno: 1945) — роман 2010 року, написаний Робертом Конроєм, автором інших романів у жанрі альтернативної історії.

## Сюжет
Роман знайомить з реальними історичними подіями, що відбулися в нашій шкалі часу, а потім розповідає про точку розбіжності перед початком історії.
У нашій часовій шкалі війська союзників у Європі під командуванням генерала Дуайта Ейзенхауера зупинили все подальше просування до нацистської Німеччини у квітні 1945 року на річці Ельба, у той час, як Червона армія воювала з уцілілими німецькими дивізіями на шляху до Берліна.
Проте в альтернативному часовому розкладі, замість того, щоб зупинити просування союзників до Німеччини, президент США Гаррі Трумен уповноважує армію США перетинати Ельбу та прямувати на Берлін, щоб швидко припинити війну та гарантувати Заходу частку німецької столиці, яку планують розділити, з їхніми силами в місті. Однак радянський лідер Йосип Сталін, попри погоджені умови поділу Берліна та Німеччини із західними союзниками, хоче взяти Берлін собі на тій підставі, що Радянський Союз найбільше заслуговує на завоювання столиці свого заклятого ворога після безприкладної жорстокості Східного фронту. Він навіть наказав Червоній армії атакувати будь-які війська США, якщо вони коли-небудь підійдуть до Берліна, щоб залякати Захід і змусити його залишити Берлін Радянському Союзу.
Звістка про обмін між американським просуванням до Берліна та радянськими військами досягає Москви та Вашингтона, округ Колумбія. Було підтверджено, що США перетнули узгоджені кордони окупації. Сталін вважає, що і він, і США скасували Ялтинські угоди, і тому тепер Сполучені Штати і Радянський Союз є фактичними ворогами. У поєднанні зі своєю параноєю, що Захід хоче позбавити його шансу Радянського Союзу помститися Німеччині, він відмовляється зупинити наростання конфлікту. Враховуючи недійсний післявоєнний розкол, який уже спричинив бойові дії, він вирішує завоювати та окупувати Німеччину та всю решту Європи, поки Радянський Союз ще має шанс, і тому він починає нову світову війну.
Ейзенхауер і армія США були відкинуті через Ельбу і втратили тисячі солдатів. Ціла бронетанкова дивізія США разом із німецькими цивільними особами та військовополоненими, які втікали, відрізана від основних сил і схована в Потсдамі, який радянські війська облягали протягом усієї війни. Протягом кількох місяців з кінця квітня до серпня Червона армія веде війну на виснаження, оскільки її переважна чисельність повільно форсує західних союзників на захід через Німеччину до Везеру. Радянський Союз також намагається розділити західних союзників, поширюючи комуністичний вплив на навколишні країни, і вони сподіваються викликати революції в союзниках, щоб перешкодити зусиллям США утримати Радянський Союз на схід від Рейну.
Плани перешкодити військовим зусиллям США зрештою обернулися для Совітів катастрофою, оскільки Швейцарія та Фінляндія припиняють свій нейтралітет і дозволяють арміям союзників перетнути свої кордони до лінії фронту, що забезпечує безперервний потік військ і постачання до сил союзників. Військово-повітряні сили армії США також проводять далекобійні стратегічні бомбардування Радянського Союзу, вводячи B-29 Superfortress з Тихоокеанського театру, який відводиться від початкових цілей у Хіросімі, Нагасакі та військово-морських районах Куре та Йокосука, що залишило їх відносно недоторканими. Вони націлені на радянське виробництво палива та нафти та позбавляють Червону армію будь-яких засобів для подальших наступів. Ситуація також набуває кардинального повороту, коли залишки сил вермахту та колишній уряд нацистської Німеччини підписують перемир'я із західними союзниками та погоджуються воювати разом з ними проти Рад.
Роман закінчується на початку зими 1946 року, коли комунізм падає, а інші радянські республіки відокремлюються від Радянського Союзу, щоб створити власні суверенні держави, подібні до сучасної Співдружності Незалежних Держав. Китай потерпає від громадянської війни, оскільки новий комуністичний уряд захоплює владу, а Америка стає єдиною у світі ядерною наддержавою.
Уся Європа та Азія перебувають у руїнах, оскільки виснажені війська, політики, полонені та цивільні особи всіх країн, які беруть участь у конфлікті, нарешті повертаються додому. Вони починають відбудовувати свій світ, сподіваючись на невизначене, але повне надії майбутнє.